# Eighth Army of Liberation
Die Eighth Army of Liberation (dt.: „Achte Armee der Befreiung“) war eine Partei in St. Vincent und den Grenadinen. Sie bildete sich aus der Gewerkschaft United Workers, Peasants and Ratepayers Union. Bei den Wahlen 1951 gewann sie alle acht Sitze im Parlament (House of Assembly) und bildete die Regierung.
1952 kam es jedoch zu internen Konflikten und zur Abspaltung der People’s Political Party unter Ebenezer Joshua und Ivy Joshua. Die Eighth Army trat daraufhin nicht mehr zu weiteren Wahlen an.